# Далберт Энрике
Далберт Энрике Шагас Эстеван (порт.-браз. Dalbert Henrique Chagas Estevão более известный, как Далберт Энрике порт. Dalbert Henrique; род. 8 сентября 1993 года в Барра-Манса, Бразилия) — бразильский футболист, защитник клуба «Спорт Ресифи».

## Клубная карьера
Далберт — воспитанник клубов «Барра-Манса», «Флуминенсе» и «Фламенго». В 2013 году Энрике переехал в Португалию, где начал профессиональную карьеру в «Академику ди Визеу». 9 февраля 2014 года в матче против «Униан Мадейра» он дебютировал в Сегунда лиге. 4 января 2015 года в поединке против «Авеша» Далберт забил свой первый гол за «Академику ди Визеу». Летом того же года Энрике перешёл в «Виторию Гимарайнш». 27 сентября в матче против «Браги» он дебютировал в Сангриш лиге.
Летом 2016 года Далберт перешёл во французскую «Ниццу». 14 августа в матче против «Ренна» он дебютировал в Лиге 1.
Через год Энрике перешёл в итальянский «Интер», подписав контракт на пять лет. Сумма трансфера составила 20 млн. евро. 26 августа 2017 года в матче против «Ромы» он дебютировал в итальянской Серии A, заменив во втором тайме Юто Нагатомо.